# Propoxycaine
Propoxycaine (INN) là một thuốc gây tê cục bộ. 